# Dharmashastra
Dharmashastra (Devanagari: धर्मशास्त्र, Sanskriet: Dharmaśāstra) is de shastra of literatuur van dharma, de normen en regels van het persoonlijke en sociale gedrag in voor hindoes.
Het begrip dharma komt al voor in de Rigveda en in minder mate in de latere Veda's, maar was daar nog geen centraal begrip. Het vormde zich hier wel van fundatie van het heelal tot de heersende macht en uiteindelijk tot een begrip tussen normen en de wet in. Binnen de nieuwe religies van het jaïnisme en het boeddhisme kreeg het een centrale plaats, vooral onder Asoka. Het brahmanisme bleef daarbij niet achter en vormde de Dharmashastra.
Er wordt bij deze hindoegeschriften wel onderscheid gemaakt tussen drie fases, waarbij de laatste twee elkaar deels overlappen. Wanneer de eerste fase begon, is niet meer na te gaan, aangezien deze werken verloren zijn gegaan. Kane schatte dat er zo'n honderd vroege werken zijn geweest. Daarvan zijn er tien overgeleverd, waarvan de eerste vier de Dharmasoetra's zijn van Apastamba, Gautama, Baudhayana en Vasishtha. De andere werken worden meestal aangeduid als dharmashustra of zelfs kortweg smriti en zijn van Manu, Yajnavalkya, Narada, Vishnoe, Parashara en Vaikhanasa. Dit zijn niet de werkelijke auteurs, maar rishi, wijzen of zelfs goden. Het was gebruikelijk dat werken werden toegeschreven aan belangrijke personen uit het mythische verleden en verleende de teksten een bepaald gezag (pramana). Deze fase liep tot halverwege de tweede helft van het eerste millennium.
De tweede fase begon rond deze tijd en bestond uit commentaren (bhashya's) op de vroege werken. Zo zijn onder meer commentaren op de Manusmriti overgeleverd van Bharuci en Medhatithi, op de Yajnavalkyasmriti van Visvarupa en op de Naradasmriti van Asahaya. Dit zette zich door tot ver in de koloniale periode.
De derde fase begon rond de twaalfde eeuw met de nibandha's. Dit zijn encyclopedische werken over alle aspecten van dharma, waaronder Krtyakalpataru van Lakshmidhara en Smriticandrika van Devanna Bhatta.

## Theorie en praktijk
Er is in de Dharmashastra een spanning te zien tussen theorie en praktijk. In de normatieve teksten wordt de gewenste situatie besproken, maar aangezien ongewenste situaties voorkomen, wordt ook besproken hoe te handelen in deze situaties. Zo worden niet alleen de vier varna's besproken, maar ook de vele jati's (sub-kastes) die zouden zijn ontstaan door inter-varna-huwelijken. En hoewel men de dharma moet volgen van de eigen varna, kan in noodgevallen een andere dharma gevolgd worden, zoals die van een andere regio (desha-varna), andere kaste (jati-dharma) of familie (kula-dharma).
In de Manusmriti wordt het neef-nichthuwelijk gereguleerd waarbij cross cousins – een man en de dochter van zijn oom van moederskant of van zijn tante van vaderskant – niet met elkaar mogen trouwen. Medhatithi bevestigde dit verbod, maar Madhava stond het in zijn commentaar op de Parashara Vmriti wel toe en citeerde daartoe uit de Veda's. Madhava leefde in het zuiden van India waar dit soort huwelijken waarschijnlijk wel aanvaardbaar waren.
In de Manusmriti wordt het huwelijk tussen een tweemaal-geborene of dvija en een shudra-vrouw verboden. Het benoemt echter wel de geschenken die een shudra-vrouw mee moet nemen bij een dergelijk huwelijk, daarmee aansluitend bij de praktijk dat dit ondanks het verbod toch voor kwam. Hetzelfde geldt voor weduwes, die volgens de Manusmriti niet mogen hertrouwen, maar waar vervolgens wel wordt vastgesteld hoe lang de weduwe moet wachten voor zij hertrouwd en waar ook het erfrecht wordt vastgelegd tussen de stiefvader en stiefzonen.
Hoewel het eten van vlees verboden wordt door de Manusmriti, maar worden vleesoffers in bepaalde gevallen wel toegestaan.